# Cerotoma atrofasciata
Cerotoma atrofasciata är en skalbaggsart som beskrevs av Martin Jacoby 1879. Cerotoma atrofasciata ingår i släktet Cerotoma och familjen bladbaggar. Inga underarter finns listade i Catalogue of Life.